# Park Kyu-hyun
Park Kyu-hyun (kor. 박규현, * 14. April 2001 in Seosan), im deutschen Sprachraum bekannt unter der dort üblichen Namensreihenfolge Kyu-hyun Park, ist ein südkoreanischer Fußballspieler. Der Außenverteidiger, der auch als defensiver Mittelfeldspieler eingesetzt werden kann, war von 2019 bis 2024 in Deutschland bei Werder Bremen und Dynamo Dresden aktiv, und ist zweimaliger Nationalspieler Südkoreas. Seit Anfang 2025 steht er beim Daejeon Hana Citizen FC unter Vertrag.

## Verein
Parks Karriere startete Anfang 2017 mit dem Wechsel in den Südosten Südkoreas zur U18 des südkoreanischen Erstligisten Ulsan Hyundai. Knapp zweieinhalb Jahre später schloss sich der damals 18-jährige zunächst per Leihe der U19 von Werder Bremen an und spielte in der A-Junioren-Bundesliga. In dieser Zeit konnte Park auch Spielzeit in der zweiten Mannschaft in der viertklassigen Regionalliga Nord sammeln. Zur Saison 2021/22 verpflichte Werder Bremen Park fest. Er rückte daraufhin fest in den Profikader von Markus Anfang auf. In der 2. Bundesliga kam Park unter Anfang und dessen Nachfolger Ole Werner jedoch nicht zum Einsatz und sammelte weiterhin in der zweiten Mannschaft Spielpraxis. Die Profis stiegen am Saisonende direkt wieder in die Bundesliga auf.
Im Sommer 2022 wechselte Park zunächst auf Leihbasis in die 3. Liga zu Dynamo Dresden, die ihn anschließend fest verpflichteten. Beim Absteiger aus der 2. Bundesliga traf der Südkoreaner wieder auf Markus Anfang. Nachdem er in den ersten beiden Spielzeiten insgesamt 35 Ligaspiele mit der Mannschaft bestritten hatte, verletzte er sich im Sommer 2024 und bestritt in der anschließenden Saison 2024/25 kein Spiel mehr für den Verein.
Zum Januar 2025 kehrte er daraufhin nach Südkorea zurück, wo er sich dem Daejeon Hana Citizen FC anschloss.

## Nationalmannschaft
Park durchlief mehrere Jugendnationalmannschaften Südkoreas. Ab 2016 stand er für diese insgesamt 13-mal auf dem Platz.
Im Oktober 2023 gewann Park mit der Nationalmannschaft die Asienspiele 2022. In vier der sechs Partien stand er in der Startaufstellung. Für Südkorea ist es bereits der dritte Goldgewinn am Stück. Park muss als Titelträger der bedeutsamen Spiele mit olympischem Charakter statt rund 20 Monate nur noch einen Monat zum Militärdienst.

## Erfolge
- Aufstieg in die Bundesliga: 2022 (ohne Einsatz)